# Canton de Wœrth
Le canton de Wœrth est une ancienne division administrative française, située dans le département du Bas-Rhin, en région Grand Est.

## Composition
Le canton de Wœrth groupe 17 communes :
- Biblisheim
- Dieffenbach-lès-Wœrth
- Durrenbach
- Eschbach
- Forstheim
- Frœschwiller
- Gœrsdorf
- Gunstett
- Hegeney
- Lampertsloch
- Langensoultzbach
- Laubach
- Morsbronn-les-Bains
- Oberdorf-Spachbach
- Preuschdorf
- Walbourg
- Wœrth (chef-lieu)

## Histoire
Le canton s'appelait "Canton de Voerth-sur-Lauer" au XIXe siècle.

## Représentation

### Conseillers généraux de 1833 à 2015
| Période           | Identité                                                                       | Parti                          | Qualité |
| ----------------- | ------------------------------------------------------------------------------ | ------------------------------ | --- |
| 1833-1848 (décès) | Michel Saglio                                                                  |                                | Industriel et propriétaire Maire de Walbourg Ancien député (1815-1816)                                        |
| 1848-1852         | Louis Sadoul                                                                   |                                | Docteur en médecine à Wœrth                                                                                   |
| 1852-1861         | Théodore Mertian                                                               |                                | Juge de paix                                                                                                  |
| 1861-1870         | Ferdinand Frédéric Charles Comte Eckbrecht de Dürckheim-Montmartin (1812-1891) |                                | Ancien Préfet du Haut-Rhin Inspecteur Général des lignes télégraphiques Propriétaire à Niedernai              |
| 1870-1871         | Baron Achille Charpentier                                                      |                                | Propriétaire à Walbourg                                                                                       |
| 1871-1919         | occupation allemande                                                           |                                | |
| 1919-1931         | Joseph Weydmann                                                                | URD                            | Secrétaire général de l'Assistance Publique du Bas-Rhin Député (1928-1932)                                    |
| 1931-1940         | Georges Weiss (1871-1946)                                                      | UPR                            | Avocat, maire d'Haguenau (1919-1935)                                                                          |
|                   |                                                                                |                                | |
| 1945-1961         | François Blavin                                                                | MRP puis RPF puis RS puis UNR  | Médecin Maire de Wœrth (1946-1963)                                                                            |
| 1961-1992         | François Grussenmeyer                                                          | UDR puis RPR                   | Agent technique Député (1958-1993) Vice-président du Conseil général Maire de Reichshoffen (1971-1989)        |
| 1992-2015         | Guy-Dominique Kennel                                                           | UDF-CDS puis UMP et apparentés | Inspecteur de l'Education Nationale Maire de Preuschdorf (1989-2008) Président du Conseil général (2008-2015) |

### Conseillers d'arrondissement (de 1833 à 1940)
Le canton de Wœrth avait deux conseillers d'arrondissement à partir de 1919.
| Période                                  | Période | Identité                                        | Étiquette | Qualité |
| ---------------------------------------- | ------- | ----------------------------------------------- | --------- | --- |
| 1833                                     | 1842    | Joseph Achille Lebel (1773-1842)                |           | Propriétaire d'une mine de pétrole, maire de Lampertsloch                                                   |
| 1842                                     | 1848    | Michel Achille Napoléon Charpentier (1812-1890) |           | Avocat à Strasbourg, propriétaire à Walbourg                                                                |
|                                          |         |                                                 |           | |
| 1919                                     | 1928    | Camille Muller                                  |           | Négociant, maire de Wœrth                                                                                   |
| 1919                                     | 1934    | Joseph Schillinger                              | UPR       | Propriétaire à Eberbach                                                                                     |
| 1928                                     | 1940    | Jean Trautmann                                  | RG        | Négociant à Woerth                                                                                          |
| 1934                                     | 1940    | Joseph Ott                                      |           | Cultivateur, maire d'Eschbach                                                                               |
| 1940                                     |         |                                                 |           | Les conseils d'arrondissement ont été suspendus par la loi du 12 octobre 1940 et n'ont jamais été réactivés |
| Les données manquantes sont à compléter. |         |                                                 |           | |